# Зук
Зук (фр. Zouk) — стиль танцевальной ритмической музыки, сложившийся в первой половине 1980-х годов на некоторых французских островах, а также два отдельных стиля социальных танцев — Карибский зук и Бразильский зук, развившихся на его основе. «Zouk» переводится с языка французских креолов как «вечеринка» или «фестиваль».
Зук стал известен благодаря концертам, которые представляли собой эффектные театрализованные представления с актёрами в красочных костюмах и в которых реализовывались различные впечатляющие элементы.
Данный стиль танцевальной ритмической музыки сложился в первой половине 1980-х годов на французских островах Гваделупа, Мартиника, Гаити, Сент-Люсия и Анголы, и стал популярным благодаря творчеству групп Grammacks и Exile One. В Европе пользуется наибольшей популярностью во Франции, в Северной Америке — в Канаде, в провинции Квебек. Зук обрёл популярность также и в Азии. На островах Зеленого мыса (Кабо-Верде) развито своё особое направление зука. Zouk переводится с языка французских креолов как «вечеринка» или «фестиваль». В Бразилии существует мнение, что стиль "зук" происходит из Французской Полинезии. Другие зук-музыканты добавляют Jocelyne Labylle с острова Гваделупа.
Стиль Zouk-love
Специфический стиль, в котором музыка относительно медленная и "драматическая", "атмосферная". Zouk-love происходит от медленного темпа песен cadence, исполняемых Офелией Мэри (Ophelia Marie) из Содружества Доминики. Музыка kizomba из Анголы и Зеленого мыса, также производная от zouk, кажется схожей, однако имеет ряд отличий. Популярные исполнители в стиле zouk-love — Эдит Лефель, Nichols, Harry Diboula, Ayenn, Alan Cavé, Daan Junior, Suzanna Lubrano, Gil Semedo, Philipe Monteiro и другие.
В целом, зук является разнообразным и богатым музыкальным жанром, который завоевал популярность во всем мире и стал основой для развития различных стилей социальных танцев. Музыка зука продолжает вдохновлять новых исполнителей и слушателей, а танцы на основе зука собирают вокруг себя сообщества любителей этого жанра.

## Танцевальный жанр Зук

### Франко-карибский вариант (Antilles/Haiti)
Карибский zouk распространён на островах Гваделупа, Мартиник и Св. Люции. Как танец типа румбы, исполняемый, в основном, путём переноса веса с одной ноги на другую под музыку. Хореография проста и слабо разработана. Шаги танца карибского стиля танца zouk отличаются значительно от бразильского стиля танца zouk-lambada. В карибском зуке два шага, выполняемые под музыку («toom-cheek, toom-cheek, …»), в то время как в бразильском zouk три шага, выполняемые под музыку («toom-cheek-cheek, toom-cheek-cheek…»). Это изменяет динамику танца.

### Бразильский зук
Латиноамериканский парный танец, который появился в Бразилии в начале 1990-х годов. Он произошел от бразильского танца под названием Ламбада. Популярность Ламбады начала падать в 90-х годах, и оставшиеся любители начали использовать в основном карибскую музыку zouk, чтобы продолжать танцевать Ламбаду. Этот переход дал рождение танцу, известному как "бразильский зук". Термин «бразильский зук» был принят для того, чтобы отличать танцевальный стиль от музыкального жанра. Но в настоящее время термин «зук» также используется для обозначения танцевального стиля «бразильский зук». Современный стиль танцуется под современную латиноамериканскую поп-музыку (Rihanna, Paulo Mac и т.д.), либо специально создаваемые ремиксы с ритмом, подобным ритму зука.
В Бразилии ритм зука и его развитие используются, чтобы танцевать стиль, произошедший от ламбады, однако с движениями, больше подходящими для музыки. Ламбада обычно очень быстрый и эффектный танец, однако зук в Бразилии, напротив, часто медлительный и чувственный, позволяя в исполнении много шагов и поворотов.

#### Стили танца
Развитие и исследование танца в танцевальном сообществе и увлечёнными танцорами привело к появлению большого числа стилей танца зук. Один из известнейших преподавателей зука, Алекс Карвальо, выделил 4 основные ветки:
- Традиционный зук (стиль Рио -зук, Rio-zouk style) — стиль бразильского зука, который разработан на основе таких танцев, как ламбада и самба де гафиейра , включая некоторые основы классического танца . Включает в своём наборе линейные и круговые движения, которые имеют свои названия преимущественно на португальском языке.
- Ламбазук (Зук-ламбада, стиль Порту-Сегуру, Porto-Seguro style) — стиль ламбады или её вариаций, который танцуется под музыку зук. Характеризуется быстрым темпом, амплитудными движениями, большими перемещениями танцоров по танцполу. Некоторые движения из ламбазука используются при танцевании зука в традиционном стиле.
- M-zouk — стиль зука, разработанный в Испании, на острове Мальорка, изначально развивающийся изолированно от бразильских стилей и имеющий отличные от них базовый шаг и набор элементов. Характеризуется возможностью выполнять танцевальные элементы в прямом и зеркальном исполнении.
- Нео-зук (Neo-zouk) представляет собой стиль и философию танца и фокусируется на исследовании танцевальных движений, их изобретении в моменте их исполнения. Визуально выглядит как тягучий танец, в котором почти отсутствуют волнообразные и ритмичные движения, характерные для традиционного зука. Также неозуком называют авторское музыкальное направление в зук-ремиксах, развиваемое DJ Mafie Zouker.

Кроме этого, существует множество подстилей танца, которые развивают те или иные элементы, вносят новые движения, способы исполнения.
- Современный зук (Modern zouk) вобрал в себя множество элементов из разных стилей танца, этим словосочетанием обычно называют стили, которые не попадают под определения традиционного стиля и ламбазука.
- Соулзук (Soulzouk) представляет собой скорее философию танца, чем конкретный стиль, и фокусируется на принципах биомеханики человека . Характеризуется применением более комфортных движений с наименьшими амплитудой и затратами энергии на их исполнение.
- R&B зук - смесь зука и сольного направления RnB.